# Museo di Santa Giulia
Le Museo di Santa Giulia (en français : musée Santa Giulia) est un musée, et le principal de Brescia, en Italie. Il est situé Via dei Musei 81/b, l'ancien  decumano massimo de la Brixia romaine. Il est hébergé dans le monastère Santa Giulia, construit par le roi Desiderio à l'époque lombarde, puis agrandi et modifié à plusieurs reprises au cours de plus de mille ans d'histoire.

## Histoire
Le 5 mai 2023, le Bouclier bleu, symbole international de protection des biens culturels contre les conflits armés, est apposé sur le complexe monumental de San Salvatore - Santa Giulia.
L'espace d'exposition du musée s'étend sur environ 14 000 m2.